# Miss Supranational 2018
O Miss Supranacional 2018 foi a 10ª edição do concurso de beleza feminino Miss Supranacional. Candidatas de setenta e três (73) países dispuratam o título no evento no dia 7 de dezembro no Centro Municipal de Recreação de Krynica-Zdrój, na Polônia, com tranmissão da Polsat. Ao final do concurso, Valeria Vázquez, de Porto Rico, foi declarada vencedora.

## Resultados

### Colocações
| Posição                 | País & Candidata |
| Miss Supranational 2018 | - Porto Rico - Valeria Vázquez |
| 2º. Lugar               | - Estados Unidos - Katrina Jayne Dimaranan |
| 3º. Lugar               | - Polônia - Magdalena Bieńkowska |
| 4º. Lugar               | - Indonésia - Wilda Octaviana Situngkir |
| 5º. Lugar               | - México - Diana Romero |
| (TOP 10) Semifinalistas | - Brasil - Bárbara Reis - Filipinas - Jehza Mae Huelar - Romênia - Andreea Coman - Venezuela - Nariman Batthika - Vietnã - Nguyễn Minh Tú |
| (TOP 25) Semifinalistas | - Austrália - Maddison Clare - Bielorrússia - Margarita Martynova - Colômbia - Miriam Carranza - Dinamarca - Celina Riel - Eslováquia - Katarina Oeovanova - Guiné Equatorial - Maria Lucrecia Nve Maleva - Índia - Aditi Hundia - Malásia - Sanjna Suri - Maurício - Anoushka Ah keng - Mianmar - Shwe Eain Si - Nigéria - Daniella Orumwense - Países Baixos - Kelly van den Dungen - Paquistão - Anzhelika Tahir - Rússia - Guzaliya Izmailova - Ucrânia - Snizhana Tanchuk |

### Prêmios Especiais
O concurso distribuiu os seguintes prêmios este ano:
| Prêmio         | País & Candidata                              |
| Miss Fotogenia | - Venezuela - Nariman Cristina Batthika Yanyi |
| Miss Elegância | - Bélgica - Dhenia Covens                     |
| Melhor Vestido | - Vietnã - Nguyễn Minh Tú                     |
| Melhor Corpo   | - Estados Unidos - Katrina Jayne Dimaranan    |
| Miss Talento   | - Coreia do Sul - Eun-bi Lee                  |
| Miss Top Model | - Brasil - Bárbara Reis                       |

### Ordem dos Anúncios
| 1. Venezuela 2. Bielorrússia 3. Rússia 4. Maurício 5. Países Baixos 6. Porto Rico 7. Guiné Equatorial 8. Filipinas 9. Ucrânia 10. Eslováquia 11. Estados Unidos 12. Índia 13. Austrália 14. México 15. Paquistão 16. Romênia 17. Vietnã 18. Malásia 19. Nigéria 20. Dinamarca 21. Indonésia 22. Colômbia 23. Brasil 24. Polônia 25. Mianmar | 1. Estados Unidos 2. Romênia 3. Porto Rico 4. Brasil 5. Indonésia 6. Polônia 7. México 8. Vietnã 9. Filipinas 10. Venezuela | 1. México 2. Estados Unidos 3. Polônia 4. Indonésia 5. Porto Rico |  |

## Rainhas Continentais
As mais bem posicionadas por continente, não presentes no Top 5:
| Posição  | País e Candidata                |
| África   | - Maurício - Anoushka Ah keng   |
| Américas | - Brasil - Bárbara Reis         |
| Ásia     | - Vietnã - Nguyễn Minh Tú       |
| Caribe   | - Suriname - Shamira Nadine Jap |
| Europa   | - Romênia - Andreea Coman       |
| Oceania  | - Austrália - Maddison Clare    |

## Candidatas
Disputaram o título este ano:
| País                 | Candidata                       | I  | A    | Origem                | R |
| África do Sul        | Belinde Schreuder               | 22 | 1.77 |                       |   |
| Albânia              | Alba Bajram                     | 18 | 1.78 |                       |   |
| Argentina            | Lala Dieguez                    | 19 | 1.75 |                       |   |
| Austrália            | Maddison Clare                  | 25 | 1.75 | Sydney                |   |
| Bélgica              | Dhenia Covens                   | 25 | 1.75 | Antuérpia             |   |
| Bielorrússia         | Margarita Martynova             | 22 | 1.77 | Minsk                 |   |
| Bolívia              | Ilseen Olmos Ferrufino          | 27 | 1.75 | La Paz                |   |
| Brasil               | Bárbara Reis                    | 20 | 1.80 | Sinop                 |   |
| Canadá               | Alyssa Boston                   | 23 | 1.70 | Tecumseh              |   |
| China                | Ziqian Gao                      | 19 | 1.80 |                       |   |
| Colômbia             | Miriam Carranza De Moya         | 23 | 1.74 | Barranquilla          |   |
| Coreia do Sul        | Eun-bi Lee                      | 26 | 1.72 | Gyeonggi              |   |
| Costa Rica           | Marianella Chase                | 27 | 1.71 | San José              |   |
| Croácia              | Tihana Babij                    | 18 | 1.74 | Zagreb                |   |
| Dinamarca            | Celina Riel                     | 18 | 1.76 | Copenhague            |   |
| El Salvador          | Katia Lobos                     | 28 | 1.73 |                       |   |
| Equador              | Carla Prado                     | 23 | 1.76 | Salinas               |   |
| Eslováquia           | Katarina Oeovanova              | 21 | 1.72 |                       |   |
| Eslovênia            | Mersedes Viler Zdzarsky         | 27 | 1.73 |                       |   |
| Espanha              | Teresa Calleja Palazuelo        | 21 | 1.78 | Madri                 |   |
| Estados Unidos       | Katrina Jayne Dimaranan         | 25 | 1.75 | Union City            |   |
| Filipinas            | Jehza Mae Huelar                | 23 | 1.68 | Davao                 |   |
| Finlândia            | Eveliina Tikka                  | 23 | 1.76 |                       |   |
| França               | Sonia Mansour                   | 25 | 1.73 |                       |   |
| Grécia               | Maria Psilou                    | 21 | 1.73 | Aigio                 |   |
| Guadalupe            | Daveline Nanette                | 27 | 1.75 |                       |   |
| Guatemala            | Stephanie Ogaldez               | 21 | 1.74 | Cidade da Guatemala   |   |
| Guiné Equatorial     | Maria Lucrecia Nve Maleva       | 19 | 1.80 |                       |   |
| Haiti                | Mideline Phelizor               | 23 | 1.81 |                       |   |
| Hungria              | Patricia Galambos               | 21 | 1.60 |                       |   |
| Índia                | Aditi Hundia                    | 21 | 1.66 | Jaipur                |   |
| Indonésia            | Wilda Octaviana Situngkir       | 23 | 1.73 | Pontianak             |   |
| Inglaterra           | Roms Simpkins                   | 24 | 1.70 | Londres               |   |
| Itália               | Rosa Fariello                   | 23 | 1.76 |                       |   |
| Jamaica              | Tonille Simone Watkis           | 27 | 1.70 | Kingston              |   |
| Japão                | Yurika Nakamoto                 | 23 | 1.74 | Okinawa               |   |
| Laos                 | Santhany Saimanyvan             | 25 | 1.69 | Vientiane             |   |
| Líbano               | Natalie Macdisi                 | 24 | 1.68 |                       |   |
| Malta                | Natalia Galea                   | 20 | 1.73 |                       |   |
| Malásia              | Sanjna Suri                     | 27 | 1.75 | Kuala Lumpur          |   |
| Maurício             | Anoushka Ah keng                | 24 | 1.71 | Rodrigues             |   |
| México               | Diana Romero                    | 26 | 1.76 | Mazatlán              |   |
| Mianmar              | Shwe Eain Si                    | 20 | 1.71 | Yangon                |   |
| Moldávia             | Nicoleta Căun                   | 22 | 1.75 |                       |   |
| Montenegro           | Sandra Rešetar                  | 22 | 1.81 |                       |   |
| Namíbia              | Ndilyowike Haipinge             | 26 | 1.71 |                       |   |
| Nepal                | Mahima Singh                    | 23 | 1.73 |                       |   |
| Nigéria              | Daniella Orumwense              | 25 | 1.75 |                       |   |
| Nova Zelândia        | Johannah Charlotte              | 25 | 1.71 |                       |   |
| Países Baixos        | Kelly van den Dungen            | 25 | 1.74 | Amsterdã              |   |
| Panamá               | Keythlin Saavedra               | 18 | 1.74 |                       |   |
| Paquistão            | Anzhelika Tahir                 | 24 | 1.73 |                       |   |
| Paraguai             | Ana Paula Cespedes              | 20 | 1.70 | Assunção              |   |
| Polônia              | Magdalena Bieńkowska            | 25 | 1.72 | Varsóvia              |   |
| Porto Rico           | Valeria Vázquez                 | 24 | 1.78 | San Juan              |   |
| Portugal             | Claudia Maia                    | 21 | 1.71 |                       |   |
| Quênia               | Ivy Marani                      | 24 | 1.70 |                       |   |
| República Checa      | Jana Šišková                    | 23 | 1.74 | Zubří                 |   |
| República Dominicana | Yomaira de Luna                 | 22 | 1.74 |                       |   |
| Romênia              | Andreea Coman                   | 25 | 1.72 |                       |   |
| Ruanda               | Tina Uwase                      | 24 | 1.70 |                       |   |
| Rússia               | Guzaliya Izmailova              | 22 | 1.75 |                       |   |
| Singapura            | Priyanka Annuncia               | 21 | 1.70 |                       |   |
| Suécia               | Jenny Wulff                     | 22 | 1.75 |                       |   |
| Suíça                | Amelia Giannarelli              | 20 | 1.72 | Collombey             |   |
| Suriname             | Shamira Nadine Jap              | 22 | 1.70 |                       |   |
| Tailândia            | Pinnarat Mawinthon              | 27 | 1.75 | Nan                   |   |
| Togo                 | Yasmin Iman Salou               | 25 | 1.70 |                       |   |
| Turquia              | Roda Irmak Kalkan               | 18 | 1.72 | Istambul              |   |
| Ucrânia              | Snizhan Tanchuk                 | 27 | 1.77 | Lviv                  |   |
| Venezuela            | Nariman Cristina Batthika Yanyi | 23 | 1.79 | Maturín               |   |
| Vietnã               | Nguyễn Minh Tú                  | 26 | 1.78 | Cidade de Ho Chi Minh |   |

## Histórico

### Desistências
- Angola - Andreia Muhitu
- Chile - Ingrid Aceiton
- Etiópia - Luam Weldegiorgis
- Peru - Yohana Hidalgo

### Estreantes
- Laos - Santhany Saimanyvan
- Paquistão - Anzhelika Tahir

### Substituições
- Argentina - Julieta Sanchez ► Lali Dieguez
- Eslováquia - Jasmina Tatyová ► Katarina Oeovanova
- Nigéria - Le Von Ijeh ► Daniella Orumwense
- Portugal - Alina Mulyavka ► Claudia Maia
- Ruanda - Djazira Munyaneza ► Tina Uwase

### Voltaram
- Competiram pela última vez em 2016:
  -  Argentina
  -  Dinamarca
  -  Haiti
  -  Hungria
  -  Inglaterra
  -  Malásia
  -  Maurício
  -  Nepal
  -  Nigéria
  -  Ucrânia
- Competiram pela última vez em 2015:
  -  Guiné Equatorial
  -  Nova Zelândia
- Competiram pela última vez em 2014:
  -  Eslovênia
  -  Grécia
  -  Líbano
- Competiram pela última vez em 2013:
  -  Guatemala
  -  Moldávia
  -  Togo
- Competiu pela última vez em 2012:
  -  Montenegro